# Oliveira do Bairro
Pour les articles homonymes, voir Oliveira et Bairro.
Oliveira do Bairro est une municipalité (en portugais : concelho ou município) du Portugal, située dans le district d'Aveiro et la région Centre.

## Géographie
Oliveira do Bairro est limitrophe :
- au nord, d'Aveiro,
- au nord-est, d'Águeda,
- au sud-est, d'Anadia,
- au sud-ouest, de Cantanhede,
- à l'ouest, de Vagos.

## Démographie
| 1801  | 1849  | 1900  | 1930   | 1960   | 1981   | 1991   | 2001   | 2004   |
| ----- | ----- | ----- | ------ | ------ | ------ | ------ | ------ | ------ |
| 1 939 | 5 086 | 9 540 | 14 362 | 16 699 | 17 517 | 18 660 | 21 164 | 22 365 |

## Subdivisions
Depuis la loi no 11-A/2013 du 28 janvier 2013, portant réorganisation administrative du territoire des freguesias, la municipalité d'Oliveira do Bairro regroupe 4 paroisses (freguesia, en portugais) contre 6 auparavant :
- Bustos, Troviscal e Mamarrosa (fusion de Bustos, Troviscal et Mamarrosa)
- Oiã
- Oliveira do Bairro
- Palhaça

## Jumelage
- Lamballe (France)